# 御船町
御船町（みふねまち）は、熊本県の町。上益城郡に属する。
南北朝時代から西南戦争に至るまで幾度か戦いが繰り返され、これら古戦場や古い文化・史跡・名勝の類も多い。日本で初めて肉食恐竜の化石「ミフネリュウ」が発見されたため、恐竜の里として知られる。

## 地理
- 河川：御船川、矢形川、八勢川

隣接している自治体・行政区
- 熊本市（南区・東区）
- 上益城郡嘉島町
- 上益城郡益城町
- 上益城郡甲佐町
- 上益城郡山都町
- 下益城郡美里町
- 阿蘇郡西原村

### 地名
- 滝川
- 辺田見
- 御船
- 小坂(旧小坂村)
- 木倉(旧木倉村)
- 陣(旧陣村)
- 高木(旧高木村)
- 滝尾(旧滝水村)
- 水越(旧滝水村)
- 豊秋(旧豊秋村)
- 上野(旧七滝村)
- 田代(旧七滝村)
- 七滝(旧七滝村)

## 歴史
御船町の名は、景行天皇の九州平定ご巡幸の際、その「御船（おんふね）」が着岸したことによって名づけられたと伝えられる。
南北朝のころは、阿蘇氏の一族、御船氏が支配。
戦国時代は御船行房が支配。行房は阿蘇氏の智将、甲斐宗運に討たれ、甲斐氏が支配。
1587年（天正15年）、豊臣秀吉によって肥後国は2分され、小西行長が支配。関ヶ原の戦いで行長が滅ぼされると、加藤清正が支配。さらに1633年、加藤忠広の改易により細川忠利が支配。以後、細川氏が明治まで支配。
加藤、細川の時代には、豪商の町「御船」の名は関西まで知られ県内第一の町として栄えた。その後、明治を経て大正になり、文明開化とともに交通が発達するに従い、御船の名は影を薄めたが、1955年（昭和30年）の合併に際しても町名は「御船町」を残した。
- 1879年（明治12年） - 「郡区町村編制法」発布時、御船町、辺田見村、滝ノ尾村、七滝村、上野村、田代村、木倉村、高木村、豊秋村、水越村。
- 1889年（明治22年）4月1日 - 町村制施行により、御船町が発足。
- 1918年（大正7年） - 滝川村と合併し、改めて御船町が発足。
- 1955年（昭和30年）1月1日 - 御船町、滝水村、七滝村、木倉村、高木村、豊秋村、小坂村、陣村が合併し、改めて御船町が発足。
- 1962年（昭和37年） - 矢部町中島の一部であった松ノ生（まつのはえ）を編入[2]。
- 1980年（昭和55年）3月12日 - 九州自動車道松橋IC - 八代IC間開通。御船IC開業。
- 1988年（昭和63年）5月3日 - 集中豪雨により御船川が氾濫。死者2人、全壊家屋10戸、半壊家屋22戸、床上浸水638戸、床下浸水512戸[3]。
- 1998年（平成10年）4月 - 御船町恐竜博物館が開館[4]。
- 2020年（令和2年） - 新型コロナウイルス感染症が拡大。学校が休校[5]、翌年にかけて感染対策強化のため各種イベント等も中止[6]。
- 2025年（令和7年）8月11日 - 集中豪雨により水道施設に被害。同月12日から15日にかけて断水または濁りに対応するため応急給水が配布が行われた[7]

## 行政

### 町
- 町長：藤木正幸（2015年4月27日就任、3期目）
- 町議会議員　14人

### 国の機関
- 熊本地方法務局御船支局
- 熊本労働局公共職業安定所御船出張所
- 御船簡易裁判所

### 県の機関
- 上益城地域振興局（土木部を除く）
- 御船警察署

## 経済
- 2002年度町内総生産 409億円

### 産業
- 主な産業
- 産業人口

### その他
- コストコ - 熊本県内及び南九州初出店で、2021年4月1日オープン。

### 教育

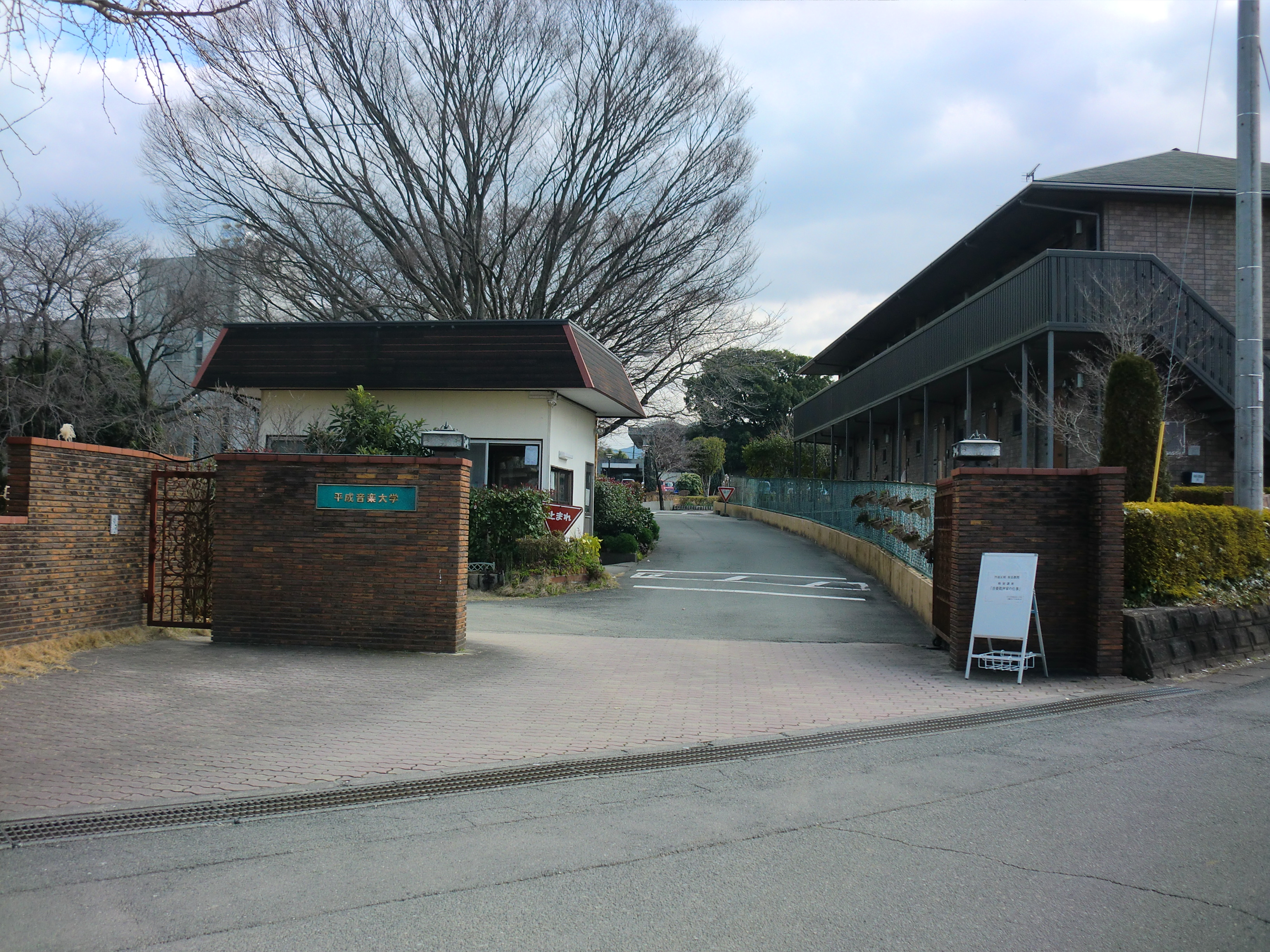
平成音楽大学

## 地域

### 健康
- 平均年齢

### 人口
| |                                        |  |
| 御船町と全国の年齢別人口分布（2005年） | 御船町の年齢・男女別人口分布（2005年） |  |
| ■紫色 ― 御船町 ■緑色 ― 日本全国 | ■青色 ― 男性 ■赤色 ― 女性              |  |
| 御船町（に相当する地域）の人口の推移 \| 1970年（昭和45年） \| 17,716人 \| \| \| 1975年（昭和50年） \| 16,698人 \| \| \| 1980年（昭和55年） \| 17,536人 \| \| \| 1985年（昭和60年） \| 17,979人 \| \| \| 1990年（平成2年） \| 17,952人 \| \| \| 1995年（平成7年） \| 18,438人 \| \| \| 2000年（平成12年） \| 18,532人 \| \| \| 2005年（平成17年） \| 18,116人 \| \| \| 2010年（平成22年） \| 17,888人 \| \| \| 2015年（平成27年） \| 17,237人 \| \| \| 2020年（令和2年） \| 16,303人 \| \| |                                        |  |
| 総務省統計局 国勢調査より |                                        |  |
| 1970年（昭和45年） | 17,716人                               |  |
| 1975年（昭和50年） | 16,698人                               |  |
| 1980年（昭和55年） | 17,536人                               |  |
| 1985年（昭和60年） | 17,979人                               |  |
| 1990年（平成2年） | 17,952人                               |  |
| 1995年（平成7年） | 18,438人                               |  |
| 2000年（平成12年） | 18,532人                               |  |
| 2005年（平成17年） | 18,116人                               |  |
| 2010年（平成22年） | 17,888人                               |  |
| 2015年（平成27年） | 17,237人                               |  |
| 2020年（令和2年） | 16,303人                               |  |

### 大学
- 平成音楽大学

### 高等学校
- 熊本県立御船高等学校

### 中学校
- 御船中学校

### 小学校
- 御船小学校
- 滝尾小学校
- 木倉小学校
- 高木小学校
- 小坂小学校
- 七滝中央小学校

## 交通

### 空港
- 熊本空港（阿蘇くまもと空港）が最寄り。

### 鉄道
2012年現在、鉄道路線はない。鉄道を利用する際の最寄り駅はJR九州豊肥本線南熊本駅。

#### かつて存在した路線
- 熊延鉄道（1964年廃止）
  - 小坂村駅 - 御船駅 - 辺田見駅

### バス
高速バス
- なんぷう号：宮崎方面（九州産交バス・宮崎交通、各停便のみ御船ICに停車）
- きりしま号：鹿児島方面（九州産交バス・鹿児島交通・南国交通、全便御船ICに停車）

一般路線バス
- 熊本バス：桜町BTから南熊本駅又は市電通りから、嘉島町を経て町内へ至る。
- 産交バス：桜町BTおよび木山営業所（益城町）から町内に至る。
- 麻生交通：町内のコミュニティバス。タクシーも運行。

### 道路
高速道路
- 九州自動車道 御船インターチェンジ
- 九州中央自動車道 小池高山インターチェンジ、上野吉無田インターチェンジ

一般国道
- 国道443号
- 国道445号

主要地方道
- 熊本県道57号益城矢部線

一般県道
- 熊本県道152号稲生野甲佐線
- 熊本県道219号横野矢部線
- 熊本県道221号田代御船線
- 熊本県道239号御船甲佐線

## 名所・旧跡・観光スポット・祭事・催事
- 辺田見若宮神社
- 東禅寺（南北朝時代の1360年建立 上益城郡内最古の寺院）
- 玉虫寺 - 平家物語に登場する玉虫御前は御船出身といわれる。源平合戦のあと人目を避けて故郷の御船へ帰り、この寺を建立し尼となり平家一門の菩提を弔った。
- 七滝神社例大祭（5月第2日曜）
- 御船があーっぱ祭り（かっぱ祭り 8月第2日曜）
- 吉無田高原 - 九州でも屈指の高原美を誇る自然観光の地。キャンプ場、グランピング施設「星の森ビラ」、ローンスキー場、マウンテンバイクコース、化石発掘体験施設などがある。
- 吉無田水源 - 熊本名水100選。江戸時代の植林地であり阿蘇外輪山の伏流水が湧く。
- 御船町恐竜博物館
- 城山公園（甲斐宗運の御船城跡）
- 妙見坂公園 - 桜の名所。西南戦争の激戦地でもあり、その遺跡も残る。
- くまもと野鳥の森（熊本県鳥獣保護センター） - 九州唯一の野鳥保護センターだったが、2009年4月から傷病業務の受け入れのみとなった。
- 長生のイチイガシ - 幹周り8.6mの全国4番目に大きい巨木。御船町の天然記念物。
- 御船目鑑橋（1848年完成 宇市・丈八（のちの勘五郎）作 熊本県指定重要文化財） - 県内で最も美しく幾度の洪水にも耐え抜いた、肥後随一と称される御船町のシンボルであったが、1988年の集中豪雨により流失。現在は「思い出橋」に姿を変え再架されている。
- 八勢目鑑橋（1855年完成 甚兵・卯助 作 熊本県指定重要文化財）
- 下鶴目鑑橋（1886年完成 名工 勘五郎・弥熊 作 旧二重橋や日本橋の架設者 御船町指定文化財）
- 熊本県庁跡 - 1877年 西南戦争の戦火を避けた熊本県庁が一時御船町に移転（御船県庁）。庁舎は、当時の公立御船小学校があてられた。
- 御船街なかギャラリー - 1802年建設の大型町家で、御船町の先哲「林田能寛」の生家と言われ、熊本県内では最も古い部類の建物となる。現在は、建物の見学だけではなく、各種活動の場として提供され、個展や文化交流の場、ミニコンサートやワークショップ等にも利用できる。
- 七滝 - 南北朝時代から朝廷に名前を知られていた歴史のある滝。高さ約40m、幅約30mの滝で七段からなる巨石を伝わって流れ落ちるところから名付けられた。現在は近隣のダムの影響で普段はごくわずかな水流だが、毎年5月第2日曜の「ふるさと滝まつり（七滝神社例大祭）」時に放水され、往時の荘厳な姿を観ることが出来る。
- 御船街道ハゼ並木 - 赤穂事件での討ち入り（1702年）の後、大石良雄ら赤穂浪士17名は沙汰を受けるまで肥後細川藩の江戸屋敷に預けられたが、武士の鑑として手厚くもてなしを受けたことに感謝した大石は恩返しにと、当時財政が困窮していた藩の為に薩摩で習ったハゼの栽培と精ろう法を伝授した。これを受けた細川藩では各地にハゼを植え、その実から「櫨（はぜ）ろうそく」を作り出し、藩の専売事業となり財政を潤した。そのとき最初に植えられたといわれるのが、御船川に沿って延びる日向街道沿い、現在の御船街道のハゼ並木であった。しかし、1988年の集中豪雨で移植され現存するのは数本のみである。

## 著名な出身者
- 松崎慊堂（儒学者）
- 宮部鼎蔵（尊王攘夷活動家）
- 宮部春蔵（尊王攘夷活動家）
- 河野裕子（歌人）
- 藤木正幸（政治家、御船町長）
- 出田憲二（作曲家、平成音楽大学創立者）
- 井手宣通（洋画家）
- 浜田知明（版画家）
- 松崎みずほ（柔道家）
- 三池敏夫（特撮美術監督）
- 中嶋南美（元女子プロ野球選手）
- 山下扶美（ラジオパーソナリティ）